# Viola betonicifolia
Viola betonicifolia (лат.) — многолетнее травянистое растение рода Фиалка семейства Фиалковые. Произрастает от Индии и Пакистана до восточной Австралии и Тасмании. Произрастает в затенённых местах в лесах.

## Ботаническое описание
Вид отличается длинными, до 6 см, с v-образной пазухой у основания, и обычно довольно яркого, зелёного цвета стреловидными листьями, растущими от основания растения, у которого нет стебля как такового. Ярко-пурпурные цветки диаметром 1-1,5 см появляются весной и летом. После цветения появляются небольшие бледно-коричневые стручки с крошечными черноватыми семенами.

## Распространение и экология
Ареал вида находится в Тасмании и на востоке материковой Австралии. Также встречается в Индии и Пакистане. Произрастает в тенистых местах в лесах.
Гусеницы бабочки Argynnis hyperbius питаются этим растением, а цветы опыляются Eurema hecabe. Прибрежные болота, где произрастает вид, были осушены в Новом Южном Уэльсе, что поставило под угрозу статус Argynnis hyperbius в этом штате.

## Таксономия
Вид был впервые научно описан в 1817 году английским ботаником сэром Джеймсом Эдвардом Смитом. Он отмечает, что она произрастает в Новом Южном Уэльсе. Называя её Viola betonicæfolia во «Flora Australiensis», Джордж Бентам признал её старшим синонимом Viola longiscapa (DC.) G.Don и V. phyteumifolia G.Don.

## Выращивание
Viola betonicifolia — неприхотливое в выращивании растение, приспосабливающееся к различным типам почвы при условии, что оно получает достаточное количество влаги и хотя бы полутень в саду. Хорошо подходит для рокариев. На более тяжелых почвах, удерживающих влагу, образует кусты до 30 см в диаметре. Размножается самосевом.